# José Tomás de Cuéllar
José Tomás de Cuéllar, conocido por el seudónimo Facundo (Ciudad de México, 18 de septiembre de 1830 - ibídem, 11 de febrero de 1894), fue un escritor, periodista, político y diplomático mexicano.

## Estudios
Realizó sus primeros estudios en el Colegio de San Gregorio y en el Antiguo Colegio de San Ildefonso; después ingresó al Colegio Militar de Chapultepec. El 13 de septiembre de 1847 participó como combatiente en la Batalla de Chapultepec durante la intervención estadounidense. Al terminar el conflicto armado, estudió pintura en la Academia de San Carlos. Además realizó ensayos de fotografía, llegando a publicar un álbum de retratos de hombres célebres.

## Escritor, periodista y dramaturgo
En 1848 realizó sus primeros escritos, los cuales fueron dedicados a la memoria de los hombres que habían muerto durante la intervención estadounidense. En 1850 publicó artículos y poesías en el Semanario de Señoritas y en La Ilustración Mexicana. Durante la intervención francesa, incursionó en el teatro con la comedia en dos actos Natural y figura. La obra era una crítica satírica contra los imitadores de las costumbres francesas; fue premiado por la Asociación Gregoriana con una Pluma de oro y fue homenajeado el 29 de mayo de 1866.
En 1869 se trasladó a San Luis Potosí, en donde publicó el semanario La Ilustración Potosina. Durante esa época escribió su primera novela histórica, El pecado del siglo, y pintó una de las decoraciones del Teatro de la Paz. Regresó a la Ciudad de México. Bajo el seudónimo de "Facundo" colaboró para varios periódicos y revistas, especialmente para La Linterna Mágica.

## Diplomático y político
Con la República restaurada, el 12 de octubre de 1872 fue nombrado oficial de la delegación mexicana en Washington D. C., cargo que ejerció hasta 1875, cuando fue nombrado secretario. En 1882 ingresó a la Secretaría de Relaciones Exteriores, llegando a ser oficial mayor (subsecretario) en 1887, cargo que ejerció hasta 1890. Ese mismo año fue elegido miembro correspondiente de la Real Academia Española.
Murió en la Ciudad de México el 11 de febrero de 1894. Fue sepultado en el Panteón Civil de Dolores, en el lote de la Sociedad de Alumnos del Colegio Militar.

## Obras
Entre sus obras destacan
- El pecado del siglo (1869),
- La linterna mágica (1889-1892, 24 tomos) que incluye novelas como:
- Ensalada de pollos,
- Historia de Chucho el ninfo,
- Las gentes que "son así",
- Las jamonas,
- Baile y cochino,
- Los mariditos,
- Los fuereños, y la obra de teatro
- Deberes y sacrificios (1855).

### Obra traducida
- The Magic Lantern: Having a Ball and Christmas Eve. Traducción al inglés de Baile y cochino y La noche buena. Traducción de Margaret Carson.

### Libretos
- Guatemotzin, libreto para una ópera puesto en métro músico por Aniceto Ortega de Villar estrenada en 1871